# Salmo 105
Il salmo 105 (104 secondo la numerazione greca) costituisce il centocinquesimo capitolo del Libro dei salmi.